# LGV Hangzhou - Changsha
La ligne à grande vitesse Hangzhou - Changsha, ou LGV Hang-chang (chinois simplifié : 杭长高速铁路 ; chinois traditionnel : 杭長高速鐵路 ; pinyin : Hang Chang Gaosu Tielu) est une ligne à grande vitesse de 883 kilomètres de long reliant Hangzhou et Changsha, en Chine.